# Puntate di Melevisione (quindicesima stagione)
La quindicesima stagione di Melevisione è stata trasmessa nel 2013 ed è composta da 100 episodi. Si suddivide in due parti: la prima parte (1-75) è stata trasmessa dal 25 febbraio al 7 giugno 2013 su Rai Yoyo; la seconda parte (75-100), invece, è andata in onda dal 30 settembre al 4 novembre 2013.
Questa stagione è caratterizzata dall'arrivo di nuovi personaggi di passaggio, come la musicista Allegra Melodica, la Folletta ballerina Fiammetta, il trovatore Florimondo e Mago Misterius, che sono andati a contribuire alla realizzazione di un evento finale: la Grande Festa di Tutti i Regni di Fiaba. Inoltre sono entrati a far parte del cast fisso tre nuovi personaggi: Principe Leo degli Elfi, Principessa Belinda e la genietta Amina Lucente (che però lascerà presto il Fantabosco).

## Cast
| Personaggio         | Interprete               |
| ------------------- | ------------------------ |
| Milo Cotogno        | Lorenzo Branchetti       |
| Lupo Lucio          | Guido Ruffa              |
| Regina Odessa       | Carlotta Jossetti        |
| Re Giglio           | Enrico Dusio             |
| Fata Lina           | Paola D'Arienzo          |
| Strega Varana       | Zahira Berrezouga        |
| Balia Bea           | Licia Navarrini          |
| Orco Manno          | Diego Casalis            |
| Orchessa Orchidea   | Barbara Abbondanza       |
| Vermio Malgozzo     | Riccardo Forte           |
| Radio Gufo          | Riccardo Forte           |
| Shirin Scintilla    | Valentina Bartolo        |
| Cuoco Danilo        | Danilo Bertazzi          |
| Gnomo Martino       | Armando Pizzuti          |
| Gatta Sibilla       | Ilaria Fratoni           |
| Amina Lucente       | Camilla Diana            |
| Allegra Melodica    | Caterina Sangineto       |
| Fiammetta           | Giorgia Arena            |
| Leo Degli Elfi      | Luca Avallone            |
| Principessa Belinda | Maria Valentina Principi |
| Florimondo          | Nicola Canal             |
| Mago Misterius      | Davide Nicolosi          |

## Episodi
Gli episodi evidenziati in grigio appartengono alla rubrica Le ricette di Melevisione.
| N. episodio | Titolo                                                  | Prima TV ita      | Personaggi presenti                                                                                                 |
| ----------- | ------------------------------------------------------- | ----------------- | --- |
| 1           | La zucca fatata                                         | 25 febbraio 2013  | Milo Cotogno, Fata Lina, Strega Varana, Gnomo Martino                                                               |
| 2           | Un lupo è sempre un lupo!                               | 26 febbraio 2013  | Lupo Lucio, Fata Lina, Orchessa Orchidea, Gatta Sibilla                                                             |
| 3           | Madrina Natura                                          | 27 febbraio 2013  | Milo Cotogno, Re Giglio, Strega Varana, Orco Manno                                                                  |
| 4           | Una lettera gigante                                     | 28 febbraio 2013  | Milo Cotogno, Fata Lina, Vermio Malgozzo, Gnomo Martino                                                             |
| 5           | Le ricette di Melevisione: Le carote di Shirin          | 1º marzo 2013     | Cuoco Danilo, Shirin Scintilla                                                                                      |
| 6           | Una gatta di cui fidarsi                                | 4 marzo 2013      | Milo Cotogno, Fata Lina, Balia Bea, Gatta Sibilla                                                                   |
| 7           | Il torneo Pigna d'Oro                                   | 5 marzo 2013      | Milo Cotogno, Re Giglio, Strega Varana, Vermio Malgozzo                                                             |
| 8           | Le bugie di Lupo Lucio                                  | 6 marzo 2013      | Lupo Lucio, Fata Lina, Balia Bea, Orco Manno                                                                        |
| 9           | Gli stivali delle Sette Leghe                           | 7 marzo 2013      | Milo Cotogno, Strega Varana, Orco Manno, Gatta Sibilla                                                              |
| 10          | Le ricette di Melevisione: La zuppa di Strega Rosezia   | 8 marzo 2013      | Cuoco Danilo, Strega Varana                                                                                         |
| 11          | Orco Ragno                                              | 11 marzo 2013     | Milo Cotogno, Fata Lina, Re Giglio, Orco Manno                                                                      |
| 12          | La Festa delle Fiabe                                    | 12 marzo 2013     | Milo Cotogno, Fata Lina, Strega Varana, Gnomo Martino                                                               |
| 13          | L'incendio del bosco                                    | 13 marzo 2013     | Lupo Lucio, Re Giglio, Balia Bea, Vermio Malgozzo                                                                   |
| 14          | La stirpe dei lupi solitari                             | 14 marzo 2013     | Milo Cotogno, Lupo Lucio, Fata Lina, Gnomo Martino                                                                  |
| 15          | Le ricette di Melevisione: I fiori del deserto          | 15 marzo 2013     | Cuoco Danilo, Shirin Scintilla                                                                                      |
| 16          | Un lillero d'argento                                    | 18 marzo 2013     | Milo Cotogno, Vermio Malgozzo, Gnomo Martino, Gatta Sibilla                                                         |
| 17          | Il fungo fatato                                         | 19 marzo 2013     | Milo Cotogno, Fata Lina, Balia Bea, Strega Varana                                                                   |
| 18          | La pozione canterina                                    | 20 marzo 2013     | Lupo Lucio, Fata Lina, Balia Bea, Strega Varana                                                                     |
| 19          | Un amore di Orchidea                                    | 21 marzo 2013     | Milo Cotogno, Strega Varana, Orco Manno, Orchessa Orchidea                                                          |
| 20          | Le ricette di Melevisione: La ciambella di bosco        | 22 marzo 2013     | Cuoco Danilo, Balia Bea                                                                                             |
| 21          | Un giorno senza magia                                   | 25 marzo 2013     | Milo Cotogno, Fata Lina, Strega Varana, Vermio Malgozzo                                                             |
| 22          | Sfortuna per tre                                        | 26 marzo 2013     | Balia Bea, Vermio Malgozzo, Orchessa Orchidea, Gnomo Martino                                                        |
| 23          | La Bollicella                                           | 27 marzo 2013     | Milo Cotogno, Lupo Lucio, Fata Lina, Orco Manno                                                                     |
| 24          | Una genietta al Fantabosco                              | 28 marzo 2013     | Milo Cotogno, Lupo Lucio, Regina Odessa, Amina Lucente                                                              |
| 25          | Le ricette di Melevisione: Pannocchie da orchi          | 29 marzo 2013     | Cuoco Danilo, Orco Manno                                                                                            |
| 26          | Una sorpresa per Orchidea                               | 1º aprile 2013    | Milo Cotogno, Lupo Lucio, Orchessa Orchidea, Gnomo Martino                                                          |
| 27          | Lo specchio ribelle                                     | 2 aprile 2013     | Milo Cotogno, Balia Bea, Strega Varana, Vermio Malgozzo                                                             |
| 28          | Un orsetto al Fantabosco                                | 3 aprile 2013     | Milo Cotogno, Fata Lina, Vermio Malgozzo, Orco Manno                                                                |
| 29          | I divieti del Re                                        | 4 aprile 2013     | Lupo Lucio, Re Giglio, Balia Bea, Amina Lucente                                                                     |
| 30          | Le ricette di Melevisione: Pecorelle di fiaba           | 5 aprile 2013     | Cuoco Danilo, Orco Manno                                                                                            |
| 31          | Un castello stregato                                    | 8 aprile 2013     | Milo Cotogno, Re Giglio, Strega Varana, Orchessa Orchidea                                                           |
| 32          | Una musica sincera                                      | 9 aprile 2013     | Milo, Lupo Lucio, Gnomo Martino, Gatta Sibilla, Allegra Melodica                                                    |
| 33          | L'usignolo arcobaleno                                   | 10 aprile 2013    | Lupo Lucio, Fata Lina, Orco Manno, Amina Lucente                                                                    |
| 34          | L'anello del Re                                         | 11 aprile 2013    | Milo Cotogno, Re Giglio, Vermio Malgozzo, Gatta Sibilla                                                             |
| 35          | Le ricette di Melevisione: Girandole del Fantabosco     | 12 aprile 2013    | Cuoco Danilo, Orchessa Orchidea                                                                                     |
| 36          | Il piccolo Giglio                                       | 15 aprile 2013    | Milo Cotogno, Re Giglio, Orco Manno, Amina Lucente                                                                  |
| 37          | Le scarpe ballerine                                     | 16 aprile 2013    | Milo Cotogno, Lupo Lucio, Regina Odessa, Vermio Malgozzo, Fiammetta                                                 |
| 38          | La pignografia stregata                                 | 17 aprile 2013    | Regina Odessa, Fata Lina, Strega Varana, Vermio Malgozzo                                                            |
| 39          | Leo degli Elfi                                          | 18 aprile 2013    | Milo Cotogno, Lupo Lucio, Balia Bea, Leo degli Elfi                                                                 |
| 40          | Le ricette di Melevisione: Un sole per Gnomo Martino    | 19 aprile 2013    | Cuoco Danilo, Gnomo Martino                                                                                         |
| 41          | Belinda di Mirabà                                       | 22 aprile 2013    | Milo Cotogno, Regina Odessa, Vermio Malgozzo, Principessa Belinda                                                   |
| 42          | Un messaggio dalle stelle                               | 23 aprile 2013    | Lupo Lucio, Regina Odessa, Balia Bea, Orco Manno                                                                    |
| 43          | Un'impresa di Re Quercia                                | 24 aprile 2013    | Milo Cotogno, Fata Lina, Re Giglio, Strega Varana, Florimondo                                                       |
| 44          | Una pianta con i denti                                  | 25 aprile 2013    | Milo Cotogno, Balia Bea, Strega Varana, Gnomo Martino                                                               |
| 45          | Le ricette di Melevisione: I topini di Gatta Sibilla    | 26 aprile 2013    | Cuoco Danilo, Gatta Sibilla                                                                                         |
| 46          | Leo e Belinda                                           | 29 aprile 2013    | Milo Cotogno, Lupo Lucio, Leo degli Elfi, Principessa Belinda                                                       |
| 47          | Il lupo e la principessa                                | 30 aprile 2013    | Lupo Lucio, Re Giglio, Balia Bea, Principessa Belinda, Fiammetta                                                    |
| 48          | Il sarcofago di Vermiosis                               | 1º maggio 2013    | Milo Cotogno, Lupo Lucio, Regina Odessa, Vermio Malgozzo                                                            |
| 49          | Una vera Principessa                                    | 2 maggio 2013     | Milo Cotogno, Regina Odessa, Balia Bea, Strega Varana                                                               |
| 50          | Le ricette di Melevisione: Cuori gialli per Orchidea    | 3 maggio 2013     | Cuoco Danilo, Orco Manno                                                                                            |
| 51          | Orchisciotte e Lucio Panza                              | 6 maggio 2013     | Milo Cotogno, Lupo Lucio, Orco Manno, Leo degli Elfi                                                                |
| 52          | La pietra verde                                         | 7 maggio 2013     | Re Giglio, Balia Bea, Gatta Sibilla, Principessa Belinda                                                            |
| 53          | Più prezioso dell'oro                                   | 8 maggio 2013     | Milo Cotogno, Re Giglio, Vermio Malgozzo, Principessa Belinda                                                       |
| 54          | L'erba stregatta                                        | 9 maggio 2013     | Milo Cotogno, Regina Odessa, Strega Varana, Gatta Sibilla, Allegra Melodica                                         |
| 55          | Le ricette di Melevisione: Rose a Sozzalanda            | 10 maggio 2013    | Cuoco Danilo, Orco Manno                                                                                            |
| 56          | Il drago e la pulzella                                  | 13 maggio 2013    | Vermio Malgozzo, Orchessa Orchidea, Gnomo Martino, Leo degli Elfi, Florimondo                                       |
| 57          | Nonno Leo                                               | 14 maggio 2013    | Milo Cotogno, Lupo Lucio, Strega Varana, Leo degli Elfi                                                             |
| 58          | La terra senza fiaba                                    | 15 maggio 2013    | Fata Lina, Re Giglio, Balia Bea, Principessa Belinda                                                                |
| 59          | Il mostro misterioso                                    | 16 maggio 2013    | Milo Cotogno, Balia Bea, Orco Manno, Orchessa Orchidea                                                              |
| 60          | Le ricette di Melevisione: i biscotti fatati            | 17 maggio 2013    | Cuoco Danilo, Fata Lina                                                                                             |
| 61          | Fata per un giorno                                      | 20 maggio 2013    | Milo Cotogno, Lupo Lucio, Fata Lina, Amina Lucente                                                                  |
| 62          | Un mago e una strega                                    | 21 maggio 2013    | Milo Cotogno, Regina Odessa, Strega Varana, Amina Lucente, Mago Misterius                                           |
| 63          | Super Lucio!                                            | 22 maggio 2013    | Lupo Lucio, Balia Bea, Strega Varana, Gatta Sibilla                                                                 |
| 64          | Nuvole di strega                                        | 23 maggio 2013    | Milo Cotogno, Regina Odessa, Strega Varana, Gnomo Martino                                                           |
| 65          | Le ricette di Melevisione: Frutta fresca per Orcadella  | 24 maggio 2013    | Cuoco Danilo, Orchessa Orchidea                                                                                     |
| 66          | Una gemma preziosa                                      | 27 maggio 2013    | Milo Cotogno, Vermio Malgozzo, Amina Lucente, Leo degli Elfi, Mago Misterius                                        |
| 67          | Uno stile da orchi                                      | 28 maggio 2013    | Milo Cotogno, Orchessa Orchidea, Amina Lucente, Leo degli Elfi                                                      |
| 68          | La Stregavisione                                        | 29 maggio 2013    | Milo Cotogno, Re Giglio, Strega Varana, Amina Lucente                                                               |
| 69          | Il lupo pescatore                                       | 30 maggio 2013    | Lupo Lucio, Regina Odessa, Fata Lina, Principessa Belinda                                                           |
| 70          | Le ricette di Melevisione: Ragni di strega              | 31 maggio 2013    | Cuoco Danilo, Strega Varana                                                                                         |
| 71          | Che maniere, Lupo Lucio!                                | 3 giugno 2013     | Lupo Lucio, Regina Odessa, Fata Lina, Gatta Sibilla                                                                 |
| 72          | La strega innamorata                                    | 4 giugno 2013     | Milo Cotogno, Regina Odessa, Re Giglio, Strega Varana                                                               |
| 73          | La mappa dei regni                                      | 5 giugno 2013     | Milo Cotogno, Regina Odessa, Strega Varana, Orco Manno, Mago Misterius                                              |
| 74          | Marmellata reale!                                       | 6 giugno 2013     | Milo Cotogno, Lupo Lucio, Regina Odessa, Gatta Sibilla                                                              |
| 75          | Le ricette di Melevisione: La torta di Poverinia        | 7 giugno 2013     | Cuoco Danilo, Balia Bea                                                                                             |
| 76          | L'orco volante                                          | 30 settembre 2013 | Milo Cotogno, Vermio Malgozzo, Orco Manno, Amina Lucente                                                            |
| 77          | La regina dei draghi                                    | 1º ottobre 2013   | Milo Cotogno, Orchessa Orchidea, Gatta Sibilla, Leo degli Elfi                                                      |
| 78          | La spilla incantata                                     | 2 ottobre 2013    | Milo Cotogno, Re Giglio, Strega Varana, Principessa Belinda                                                         |
| 79          | La scomparsa di Allegra                                 | 3 ottobre 2013    | Fata Lina, Regina Odessa, Strega Varana, Amina Lucente, Allegra Melodica                                            |
| 80          | Le ricette di Melevisione: Uno strano gelato            | 4 ottobre 2013    | Cuoco Danilo, Orco Manno                                                                                            |
| 81          | I fantasmi del chiosco                                  | 7 ottobre 2013    | Fata Lina, Balia Bea, Vermio Malgozzo, Gnomo Martino                                                                |
| 82          | Il torneo dei giovani cavalieri                         | 8 ottobre 2013    | Milo Cotogno, Vermio Malgozzo, Amina Lucente, Leo degli Elfi                                                        |
| 83          | Il sabba della luna piena                               | 9 ottobre 2013    | Milo Cotogno, Lupo Lucio, Regina Odessa, Strega Varana, Fiammetta                                                   |
| 84          | Il pane stregale                                        | 10 ottobre 2013   | Milo Cotogno, Balia Bea, Strega Varana, Orchessa Orchidea                                                           |
| 85          | Le ricette di Melevisione: Coccinelle per le fate       | 11 ottobre 2013   | Cuoco Danilo, Fata Lina                                                                                             |
| 86          | Un giorno da fiaba                                      | 14 ottobre 2013   | Milo Cotogno, Strega Varana, Leo degli Elfi, Principessa Belinda                                                    |
| 87          | Luci al castello                                        | 15 ottobre 2013   | Milo Cotogno, Fata Lina, Re Giglio, Vermio Malgozzo                                                                 |
| 88          | L'incantesimo della lavagna                             | 16 ottobre 2013   | Balia Bea, Strega Varana, Orchessa Orchidea, Gnomo Martino                                                          |
| 89          | Il complotto delle streghe                              | 17 ottobre 2013   | Milo Cotogno, Lupo Lucio, Regina Odessa, Strega Varana, Florimondo                                                  |
| 90          | Le ricette di Melevisione: Un dolce da leccarsi i baffi | 18 ottobre 2013   | Cuoco Danilo, Gatta Sibilla                                                                                         |
| 91          | Il codice segreto                                       | 21 ottobre 2013   | Lupo Lucio, Re Giglio, Balia Bea, Principessa Belinda                                                               |
| 92          | Il Fantomat                                             | 22 ottobre 2013   | Milo Cotogno, Balia Bea, Vermio Malgozzo, Orchessa Orchidea                                                         |
| 93          | L'apprendista mago                                      | 23 ottobre 2013   | Milo Cotogno, Lupo Lucio, Fata Lina, Strega Varana, Mago Misterius                                                  |
| 94          | Un desiderio per tre                                    | 24 ottobre 2013   | Milo Cotogno, Lupo Lucio, Orchessa Orchidea, Amina Lucente                                                          |
| 95          | Le ricette di Melevisione: Le polpette da guardia       | 25 ottobre 2013   | Cuoco Danilo, Gnomo Martino                                                                                         |
| 96          | Il filtro perfidio                                      | 28 ottobre 2013   | Milo Cotogno, Strega Varana, Orchessa Orchidea, Principessa Belinda                                                 |
| 97          | Un Vermio roditore                                      | 29 ottobre 2013   | Balia Bea, Strega Varana, Vermio Malgozzo, Gatta Sibilla                                                            |
| 98          | Lettere al Fantabosco                                   | 30 ottobre 2013   | Milo Cotogno, Lupo Lucio, Re Giglio, Gnomo Martino                                                                  |
| 99          | Festa sarà                                              | 4 novembre 2013   | Milo Cotogno, Regina Odessa, Gatta Sibilla, Leo degli Elfi, Allegra Melodica, Fiammetta, Florimondo, Mago Misterius |
| 100         | Le ricette di Melevisione: Il drago verde               | 1º novembre 2013  | Cuoco Danilo, Orchessa Orchidea                                                                                     |